# Муравицкий, Юрий Адольфович
Ю́рий Адо́льфович Мурави́цкий (укр. Юрій Адольфович Муравицький; 12 июня 1947, Ангрен, Ташкентская область — 29 мая 2015, Киев) — советский и украинский актёр театра и кино, педагог. Заслуженный артист УССР (1982).

## Биография
Родился 12 июня 1947 года в городе Ангрен Узбекской ССР.
Играл в Калининградском театре драмы и Киевском театре русской драмы им. Леси Украинки.
Преподавал на кафедре театрального мастерства Киевского национального университета культуры и искусств, профессор. Входил в жюри Всеукраинского театрального фестиваля «Классика сегодня».
Снимался в кино, сыграл главную роль в фильме режиссёра Григория Кохана «Ярослав Мудрый» (1981).
Умер 29 мая 2015 года на 68-м году жизни в Киеве.

## Фильмография
1. 1974 — Голубой патруль — отец Вити Белоуса
2. 1975 — Воздухоплаватель — одессит, слушатель лекции
3. 1978 — Версия полковника Зорина — майор милиции (эпизод)
4. 1978 — Отряд особого назначения — эпизод
5. 1979 — Казаки-разбойники
6. 1981 — Ярослав Мудрый — Ярослав Мудрый
7. 1983 — Последний довод королей (4-я серия) — адмирал Лоренс Палмер, начальник штаба военно-морских сил
8. 1984 — Канкан в Английском парке — Савва
9. 1985 — Матрос Железняк — Александр Керенский
10. 1985 — Не имеющий чина — Виктор Эдуардович Монтвид, чиновник для особых поручений
11. 1987 — И завтра жить — Карпинский
12. 1987 — Чехарда — Гурьянов (Лукьянов), заместитель начальника стройки
13. 1990 — Распад — гость Журавлёвых
14. 1991 — Звезда шерифа — Питер
15. 1991 — Казаки идут — пан професc, иезуит
16. 1991 — Собака, которая умела петь — Гарри Дель Мар
17. 1994 — Амур и демон (Украина)
18. 1994 — Тигроловы (Украина) — Гепнер, профессор, заключенный
19. 1995 — Атентат. Осеннее убийство в Мюнхене (Украина)
20. 1995 — Дорога на Сечь (Украина) — гетман Сагайдачный
21. 2000 — Чёрная рада (Украина) — эпизод
22. 2001 — Заложники времени (Украина)
23. 2007 — Одна любовь души моей (Украина) — царь Митридат
24. 2008 — Владыка Андрей (Украина) — православный священник
25. 2008 — Возвращение Мухтара 4 (65-я серия «Цвет зависти») — Чибисов

## Награды
- Заслуженный артист УССР (1982).